# ATA

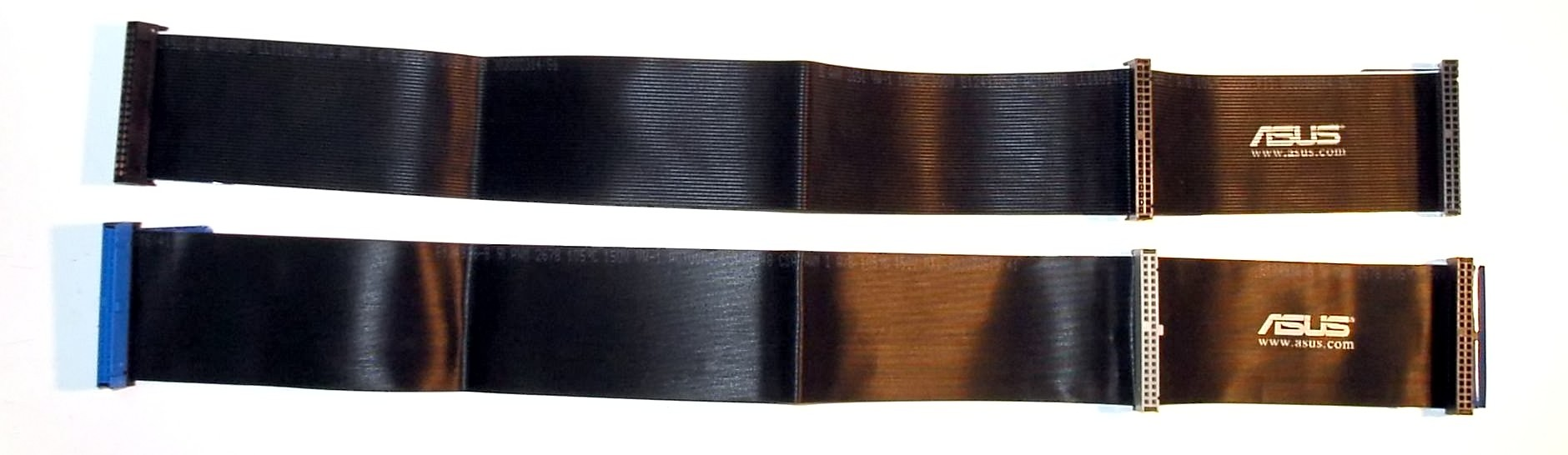
ATA kábelek:
40 eres szalagkábel (fent)
80 eres szalagkábel (lent)

Az ATA kifejezés az angol Advanced Technology Attachment kifejezés rövidítése, melyet a Serial ATA 2003-as megjelenése után utólagosan átneveztek Parallel ATA-vá (PATA). További szinonimái az IDE, ATAPI és az UDMA.

## Szabvány
A kifejezés egy szabvány számítógépes csatlakoztatási felületet jelöl, mellyel egy személyi számítógépen belül tárolóeszközök (merevlemezek, CD- és DVD-írók) kapcsolhatóak össze. A szabvány szerint az ATA kábelek hossza maximálisan 46 cm lehet, bár kaphatók akár 91 cm-es kábelek is. A hosszbeli korlátozás miatt a szabvány szerinti kábelek főleg számítógépeken belül találhatóak meg, és ott a legelterjedtebb és a legolcsóbb megoldást kínálják a feladatra.

## Történet és terminológia
Az ATA szabvány eredetileg „AT Bus Attachment” néven indult, hivatalosan „AT Attachment”-nek nevezték, rövidítve ATA. Ez azért volt, mert közvetlenül csatlakozott az IBM PC/AT számítógépekben megjelent 16 bites ISA buszhoz. Az „AT” az IBM PC/AT-ben azt jelentette: „Advanced Technology” (fejlett technológia), ezért az ATA-t néha „Advanced Technology Attachment”-nek is hívják.
Amikor 2003-ban megjelent az újabb Serial ATA (SATA) szabvány, az eredeti ATA-t átnevezték Parallel ATA-ra (PATA).
Az ATA fizikai csatlakozófelületek eleinte külön vezérlőkártyákon (hoszt adaptereken), néha hangkártyákon voltak megtalálhatók, de később beépítették őket az alaplapba, a southbridge nevű chipbe. Itt két ATA-csatlakozó volt: az egyik az elsődleges (primer), a másik a másodlagos (szekunder), amelyek az ISA busz rendszerben a következő I/O címtartományokat kapták:
- Elsődleges: 0x1F0–0x1F7
- Másodlagos: 0x170–0x177

Ma már az ATA-t szinte teljesen felváltotta a SATA, ami gyorsabb adatátvitelt és egyszerűbb kábelezést biztosít.
A mai ATA/ATAPI csatlakozási szabvány első változatát a Western Digital fejlesztette ki, és eredetileg IDE (Integrated Drive Electronics) néven ismerték. A Western Digital együttműködött a Compaq céggel (ami az első megrendelő volt), valamint több merevlemez-gyártóval is. Céljuk az volt, hogy olyan merevlemezeket készítsenek, amelyek szoftveresen kompatibilisek maradnak az akkori IBM PC-k merevlemez-csatlakozójával.
Az első ilyen típusú meghajtók 1986-ban jelentek meg, és belsőleg a Compaq számítógépeiben használták őket. Később, 1987 júniusában, a Conner Peripherals külön is piacra dobta az egyik első ilyen meghajtót, CP342 néven.